# ケイマン諸島の旗
ケイマン諸島の旗は、カリブ海のキューバ南方に浮かぶイギリスの海外領土・ケイマン諸島の領旗。初代の旗は1958年5月14日、ケイマン諸島の紋章が公式に認可された後に制定されている。イギリス政府の旗ブルー・エンサインを基にしており、左上にはユニオンジャックがあり、右の青地の中央にはケイマン諸島の紋章を中に入れた白い円盤が描かれていた。
1999年には白い円盤を取り除き、紋章を2倍大きくした新しい旗が制定されているが、古い旗は現在も人気があり公式の場を含む様々な場で見ることができる（2004年および2008年のオリンピック開会式では、オリンピックケイマン諸島選手団は1999年以前の旗を掲げて行進した）。
1958年以前は公式な旗がなく、英国旗ユニオンジャックがあらゆる公式の場で用いられた。総督旗は他のイギリス海外領土同様ユニオンジャックの中央に島の紋章を配したもので、やはり1999年に紋章のサイズを大きくする変更が加えられている。
紋章のうち、盾部分の上3分の1には、赤地に金でイギリスの象徴であるライオンが描かれる。下3分の2には白と水色の波模様の中に三つの緑の星（グランドケイマン、ケイマンブラック、リトルケイマン）が配置される。盾の上にはロープ（かつての主産業であるロープ製造）、その上に亀（海に面した歴史）、その上にパイナップル（東隣のジャマイカとのかかわり）が配され、盾の下には諸島のモットーである「He hath founded it upon the seas」（詩篇24より）の書かれた帯がある。

## ギャラリー

? 1958年から1999年まで使われたケイマン諸島の旗
? 1958年から1999年まで使われたケイマン諸島の商船旗
? 1999年以降の商船旗
1999年以降の総督旗
? 現在の旗（縦横比2:3の別タイプ）